# جوزف کنت
جوزف کنت (به انگلیسی: Joseph Kent) سناتور سابق عضو حزب ویگ بود. وی در سال ۱۸۳۳ تا ۱۸۳۷ میلادی سناتور ایالت مریلند در سنای ایالات متحده آمریکا بود.